# Mansión Carson
La Mansión Carson es una gran casa victoriana ubicada en la ciudad de Eureka, en el estado de California (Estados Unidos). Es considerada como una de las obras más importantes de la arquitectura de estilo Reina Ana estadounidense, : 33  y también «considerada la casa victoriana más grandiosa de Estados Unidos». Es una de las casas victorianas sobre las que más se ha escrito y fotografiado en California y posiblemente también en los Estados Unidos.
Originalmente el hogar de William Carson, uno de los primeros grandes barones de la madera del norte de California, ha sido sede de un club privado desde 1950. La casa y los terrenos no están abiertos al público. Actualmente es propiedad y está ocupada por el Club Ingomar.

## Historia

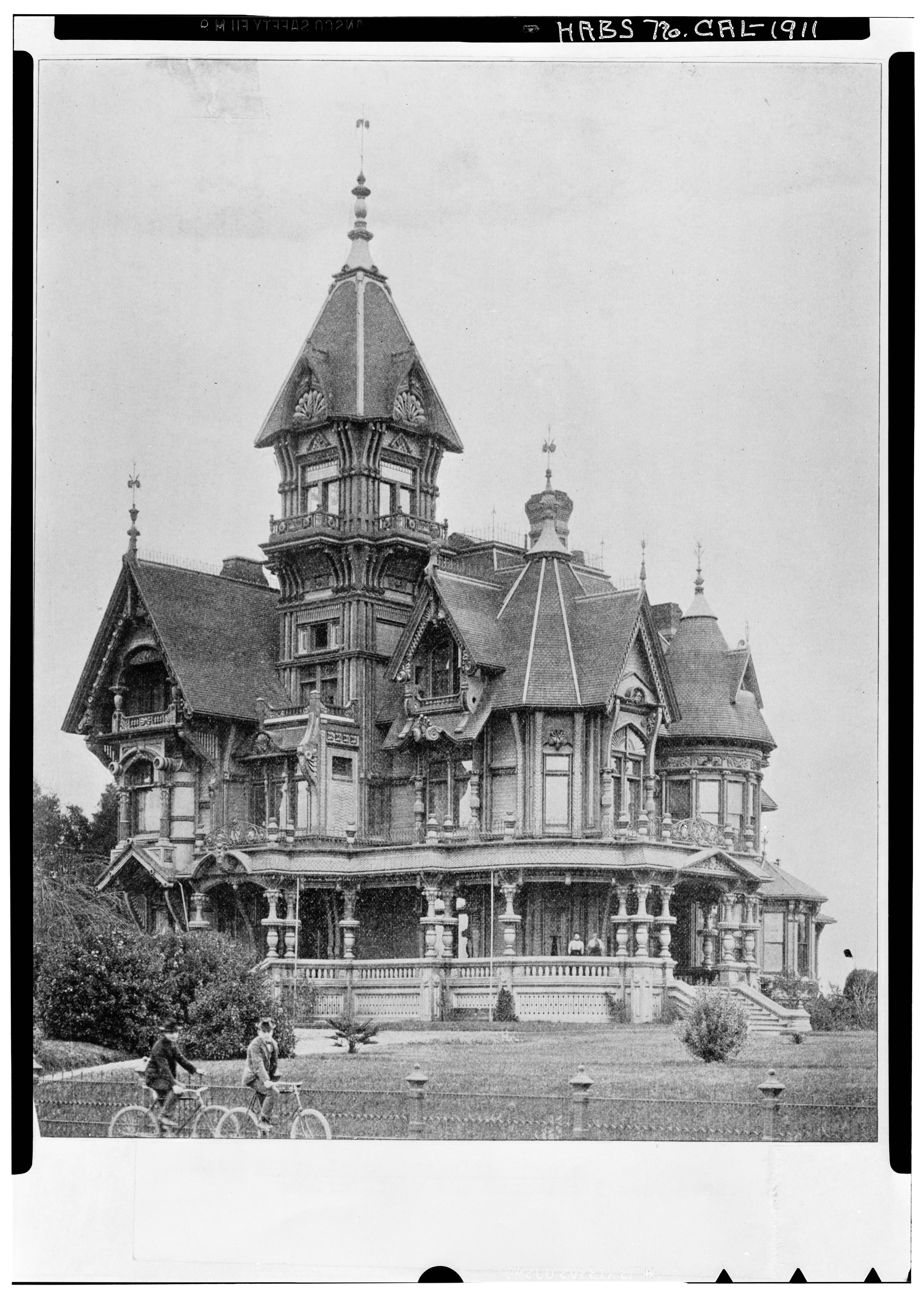
La mansión Carson en 1902.

William Coleman Carson (Nuevo Brunswick, 15 de julio de 1825 - Eureka, 20 de febrero de 1912 ), para quien se construyó la casa, llegó a San Francisco desde Nuevo Brunswick, Canadá, con un grupo de otros leñadores en 1849. Después de buscar oro en San Francisco, se unieron a la fiebre del oro del norte y llegaron a las montañas Trinity a través del río Eel y la bahía de Humboldt. Dejaron las montañas Trinity para pasar el invierno en la bahía de Humboldt y se contrataron para proporcionar troncos para un pequeño aserradero. En noviembre de 1850, Carson y Jerry Whitmore talaron un árbol, el primero con fines comerciales en la bahía de Humboldt. Durante todo el invierno, Carson y su equipo transportaron troncos desde el pantano de agua dulce hasta el molino Pioneer en las orillas de la bahía de Humboldt. En primavera, el grupo regresó a las minas donde anteriormente habían reclamado Big Bar. Construyeron una presa y continuaron buscando oro hasta que se enteraron de que se estaba construyendo un gran aserradero en la bahía de Humboldt. Fueron hacia el sur a través del valle de Sacramento, compraron bueyes y regresaron a la bahía de Humboldt en agosto de 1852, donde Carson, solo, entró en el negocio de la madera de forma permanente. En 1854, envió las primeras cargas de madera de secuoya a San Francisco. Hasta entonces, solo se habían talado abetos y pinos.
Participó en la fundación del Eel River and Eureka Railroad con John Vance, e hizo fortuna. Antes de comenzar la construcción de su mansión, Carson dijo: «Si la construyo mal, dirían que soy un maldito avaro; si la construyo caro, dirán que soy un fanfarrón; supongo que simplemente la construiré a mí manera».
La Pacific Lumber Company compró la Eel River and Eureka Railroad en 1950 y mantuvo las operaciones de molienda en el sitio original de Humboldt Bay, ubicado al lado de la bahía debajo de la casa, hasta bien entrada la década de 1970. Tras la venta de las propiedades familiares restantes (incluida la casa) por parte de la familia Carson en 1950, la familia abandonó el área.
La casa Carson fue comprada por 35 000 dólares en 1950 por líderes empresariales de la comunidad local, y desde entonces alberga el Ingomar Club, que es privado, que lleva el nombre del Teatro Ingomar de Carson, a su vez llamado así por la obra favorita del magnate, Ingomar el Bárbaro.

## Arquitectura
Samuel Newsom y Joseph Cather Newsom de la firma Newsom y Newsom de San Francisco (y más tarde Los Ángeles y Oakland) fueron constructores-arquitectos del siglo XIX contratados por Carson para crear la casa en 1883. De sus muchos encargos en California, muchos de los edificios originales permanecen además de la casa Carson, incluida la Ópera del valle de Napa y el Hotel San Dimas.
La casa es una mezcla de todos los estilos principales de la arquitectura victoriana, incluidos, entre otros: Eastlake, italianizante, Reina Ana en la variante estadounidense y Stick. Un historiador de arquitectura la describió como «un castillo señorial en Redwood» y afirmó además que «La ilusión de grandeza en la casa se ve reforzada por el juego a escala, el uso de detalles fantasiosos y el manejo de la masa como volúmenes separados, coronados por un animado tejado». : 266  El estilo de la casa ha sido descrito como "ecléctico" y "peculiarmente americano". : 65  A diferencia de la mayoría de las otras casas que datan de la época, este edificio siempre se ha mantenido y está casi en las mismas condiciones que cuando se construyó.
En mayo de 1964, la casa fue incluida en la Servicio de Edificios Históricos de Estados Unidos (Historic American Buildings Survey  o HABS) con el número de catálogo CA-1911.

## En la cultura popular
Las imágenes de la mansión han sido usadas en diseños de sitios web y animaciones de video, así como en carteles, pinturas y portadas de libros. También se han creado réplicas en parques de atracciones, incluida la torre del reloj en la estación de tren de Disneyland. La casa también sirvió como modelo para el diseño y las obras de arte de la casa encantada en el parque de atracciones.